# Asclepias asperula
Asclepias asperula är en oleanderväxtart som först beskrevs av Dcne., och fick sitt nu gällande namn av Woods.. Asclepias asperula ingår i släktet sidenörter, och familjen oleanderväxter.

## Underarter
Arten delas in i följande underarter:
- A. a. asperula
- A. a. capricornu